# Maramureșul de Nord
Nordul Maramureșului (istoric) este o regiune aflată în Ucraina, locuită în principal de ucraineni (sau ruteni) și care are minorități de români și maghiari. Minoritatea română din Nordul Maramureșului (istoric) este concentrată preponderent în raioanele Rahău și Teceu. Cel mai important oraș este Hust.
Nordul Maramureșului (istoric) este o regiune geografico-istorică cuprinzând aproximativ jumatatea estică a regiunii Zakarpatie in sud-vestul Ucrainei, in apropierea graniței cu Romania. Până în 1920 a fost parte a Maramureșului (regiunea istorică) a Transilvaniei, moment în care fostul județ Máramaros a fost împărțit într-o parte nordică (încorporată în Cehoslovacia, partea care se află acum în Ucraina), iar o parte sudică Regatul României). Denumirile alternative pentru regiuni sunt: Northern Máramaros (din Ungaria Észak Máramaros), Maramureșul de Nord (Maramureșul de Nord din România), Maramorshchyna de Nord (de la Північна Мараморщина din Ucraina), Maramorshina de Nord (de la Північна Мараморщина). 
Din 1920 până în 1939, regiunea aparținea Cehoslovaciei, apoi până în 1944 în Ungaria și apoi până în 1991 în Uniunea Sovietică. Din 1991 Maramuresul de Nord a făcut parte din Ucraina.
Parte a graniței care separă Maramureșul de Nord de România se desfășoară de-a lungul râului Tisa.
Majoritatea populației sunt ucraineni (grupuri indigene, Rusini, Boiko și Hutsuls), în timp ce o comunitate românească, în valoare de 32.100 de locuitori, conform recensământului din 2001, locuiește compact, mai ales în optsprezece localități, în raioanele Rakhiv și Tiachiv districte), aproape de granița cu România. În cea mai mare parte a secolului XX, comunicațiile dintre Maramureșul de Sud și Maramureșul de Nord au fost întrerupte. După prăbușirea comunismului în Europa și prin cooperarea guvernelor române și ucrainene, a început restaurarea podurilor peste Tisa.

## Geografie și populație

### Descrierea geografică
Maramureș este o vale de munte aproape complet închisă, cu o suprafață puțin mai mică decât cea a statului american Connecticut. Singura modalitate de a intra în regiune, pe lângă traversarea pantelor montane de 1.000 de metri până la 2.500 de metri înălțime, urmează să urmeze râul Tisza în amonte. Într-o mare măsură, geografia Maramureșului și-a determinat istoria și tradițiile distinctive.
Maramuresul de Nord cuprinde toate malurile de pe malul drept al Tisei în regiunea istorică și porțiunile de munte mici de pe malul stâng. Râurile care curg prin regiune includ Tisza (Tisa) , Rika (Rica) și Tereblia. Lacul Sinevir este, de asemenea, situat acolo.
Maramuresul de Nord (aur), ca parte a regiunii Zakarpattia a Ucrainei, cu granițele districtuale arătate
Teritoriul regiunii Zakarpattia a Ucrainei este de 12.880 km². Are 1.287.400 de locuitori (date din 1999). Zakarpattia este împărțită în 13 raioane și 5 orașe. [2] Dintre acestea, Maramuresul de Nord corespunde în mod aproximativ 4 districte și un oraș. Împreună, acestea au o suprafață de aproximativ 6.900 km² și 445.000 de locuitori: [3]
orașul Khust (ucrainean: Хуст, român: Hust), cu 35.500 de locuitori
Khust Raion (ucraineană: Хуст, abreviată sub HU), cu 94.800 de locuitori (diferită de oraș)
raza Mizhhiria (ucraineană: Міжгір'я; abreviat sub MY), cu 50.700 de locuitori
raionul Tiachiv (ucraineană: Тячів, românesc: Teceu, abreviat sub TJ), cu 172.700 de locuitori
rahia Rakhiv (ucraineană: Рахів, română: Rahău, abreviată sub RA), cu 91.300 de locuitori
Cele mai importante orașe și orașe din Maramureșul de Nord sunt (districtul și populația sunt indicate):
Bushtyno (română: Buștina, maghiară: Bustyaháza) TJ; 8300
Dubove (română: Dâmbu, maghiară: Dombó) TJ; 10400
Jasinja (Română: Frăsini, maghiară: Kőrösmező) RA; 1500
Kobylec'ka Poljana (Română: Poiana Cobilei, maghiar: Gyertyánliget) RA; 3,300
Mizhhir'ja (Română: Boureni, maghiară: Ökörmező) MY; 10200
Rachov (română: Rahău, maghiar: Rahó) RA; 17.000
Solotvyno (română: Slatina, maghiară: Aknaszlatina) TJ; 9900
Teresva (Română: Taras, maghiar: Taracköz) TJ; 7600
Tjachiv (Română: Teceu, Maghiară: Técső) TJ; 11300
Ust'-Chorna (română: Gura Ciornei, maghiară: Királymező) TJ; 1500
Velykyy Bychkiv (Română: Bocicoiu Mare, maghiar: Nagybocskó) RA; 9400
Vyshkovo (Română: Vâșc, maghiar: Visk) HU; 8.100 (vezi [1])
Cele mai mari sate din Maramuresul de Nord sunt:
Bedevlja (română: Bedeu, maghiară: Bedőháza)
Belin (Română: Bilin, maghiar: Bilin)
Belaia Țercovi (română: Biserica Albă, maghiară: Tiszafejéregyhaz)
Danilovo (română: Dănilești, maghiar: Hus